# Кайо-Ларго
Кайо-Ларго (исп. Cayo Largo del Sur) — остров в архипелаге Лос-Канарреос в Карибском море у юго-западного побережья Кубы. Площадь — 37,5 км².

## География

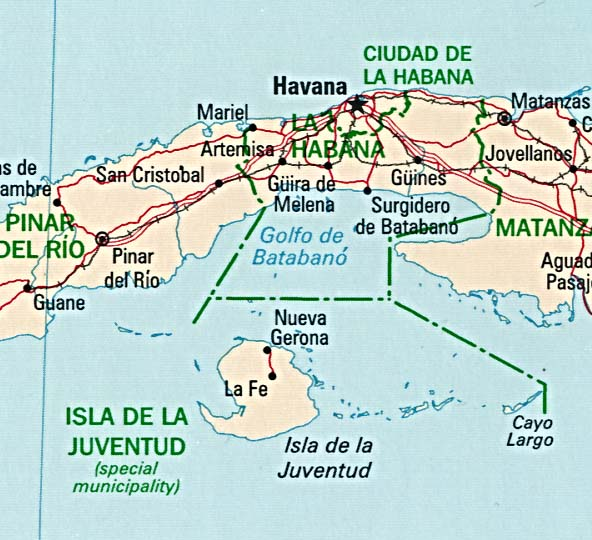
Карта островов Хувентуд и Кайо Ларго.

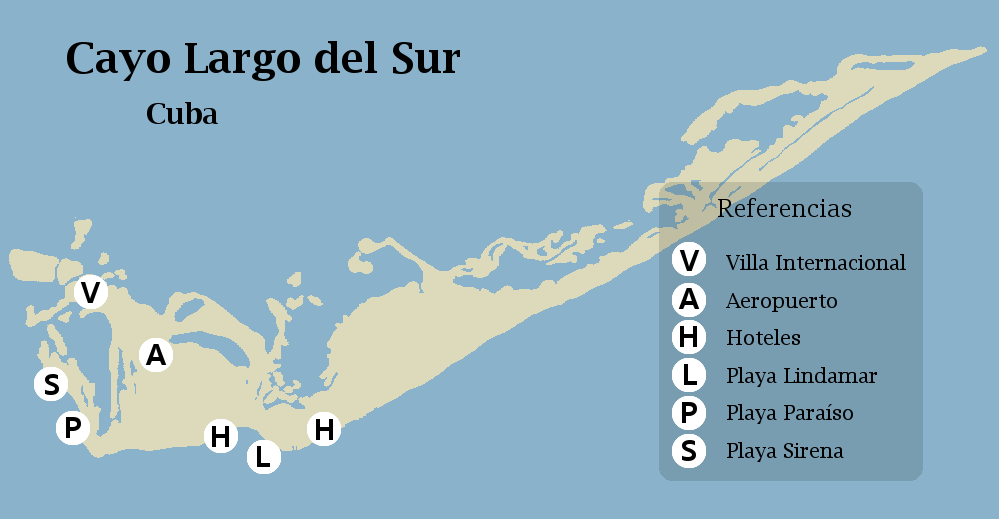
Карта острова Кайо Ларго.

Длина острова составляет 25 км, ширина — 3 км. Ларго-дель-Сур имеет известняковое происхождение — вблизи острова находится множество коралловых рифов.

### Климат
Средняя температура:
| Месяц            | Ср. год | Янв | Фев | Мар | Апр | Май | Июн | Июл | Авг | Сен | Окт | Ноя | Дек |
| Температура (°C) | 26      | 23  | 23  | 25  | 26  | 27  | 28  | 29  | 29  | 28  | 27  | 26  | 24  |

## История
В 1494 году остров открыл Христофор Колумб в ходе своей второй экспедиции. Позднее здесь останавливался пират Фрэнсис Дрейк, который долгое время использовали остров как свою базу.

## Туризм
В настоящее время остров является популярным курортом. Пляжи, растительный мир и возможности для занятия дайвингом привлекают множество туристов. В ноябре 2001 года Кайо-Ларго сильно пострадал от урагана «Мишель».

## Галерея

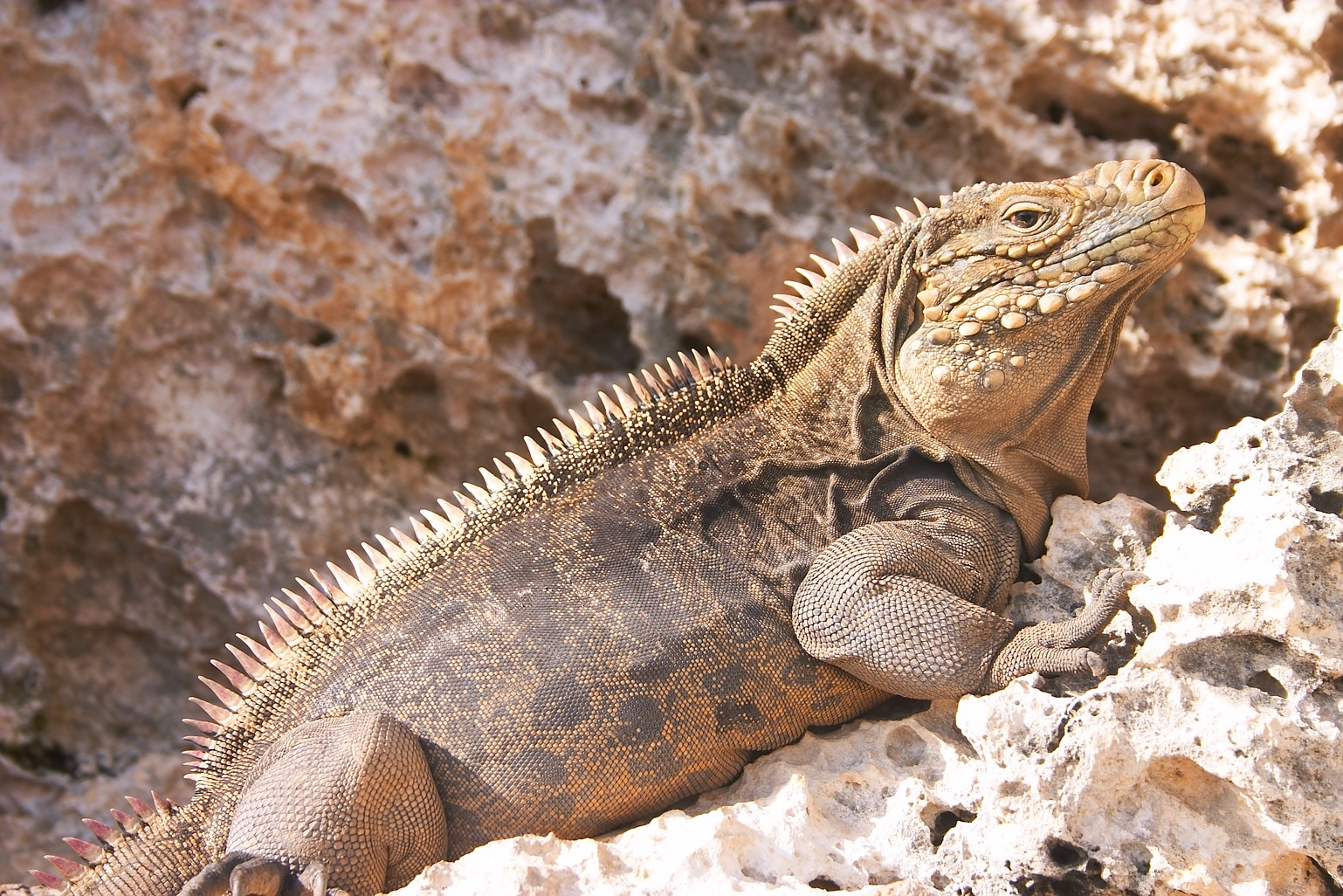
Игуана, обитающая на острове
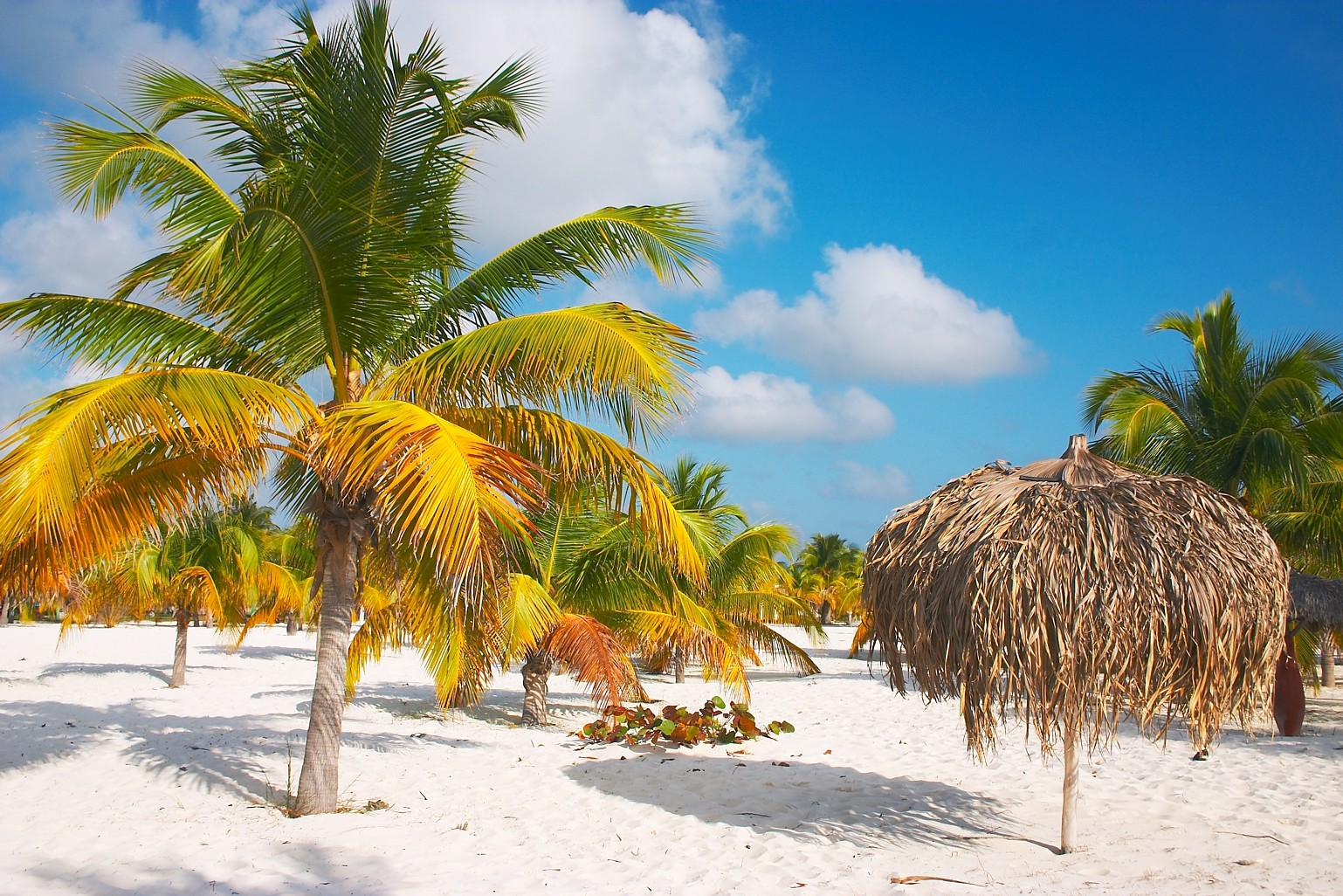
Один из пляжей
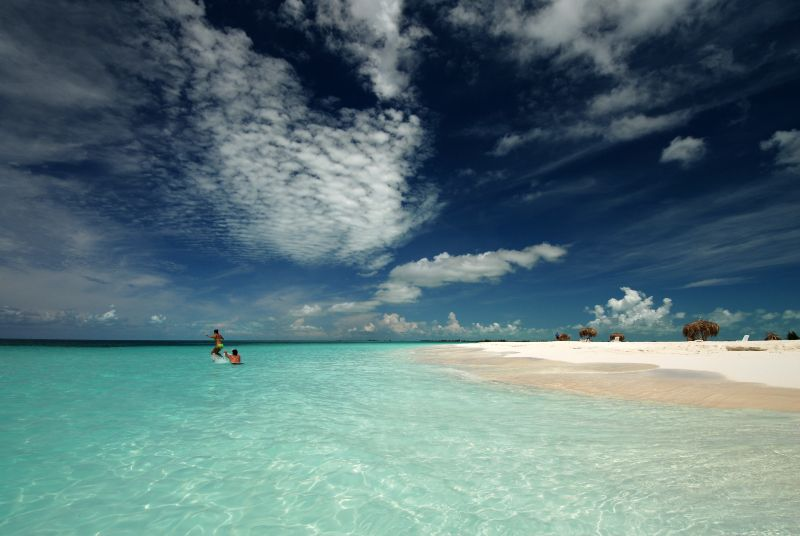
Побережье Ларго-дель-Сур
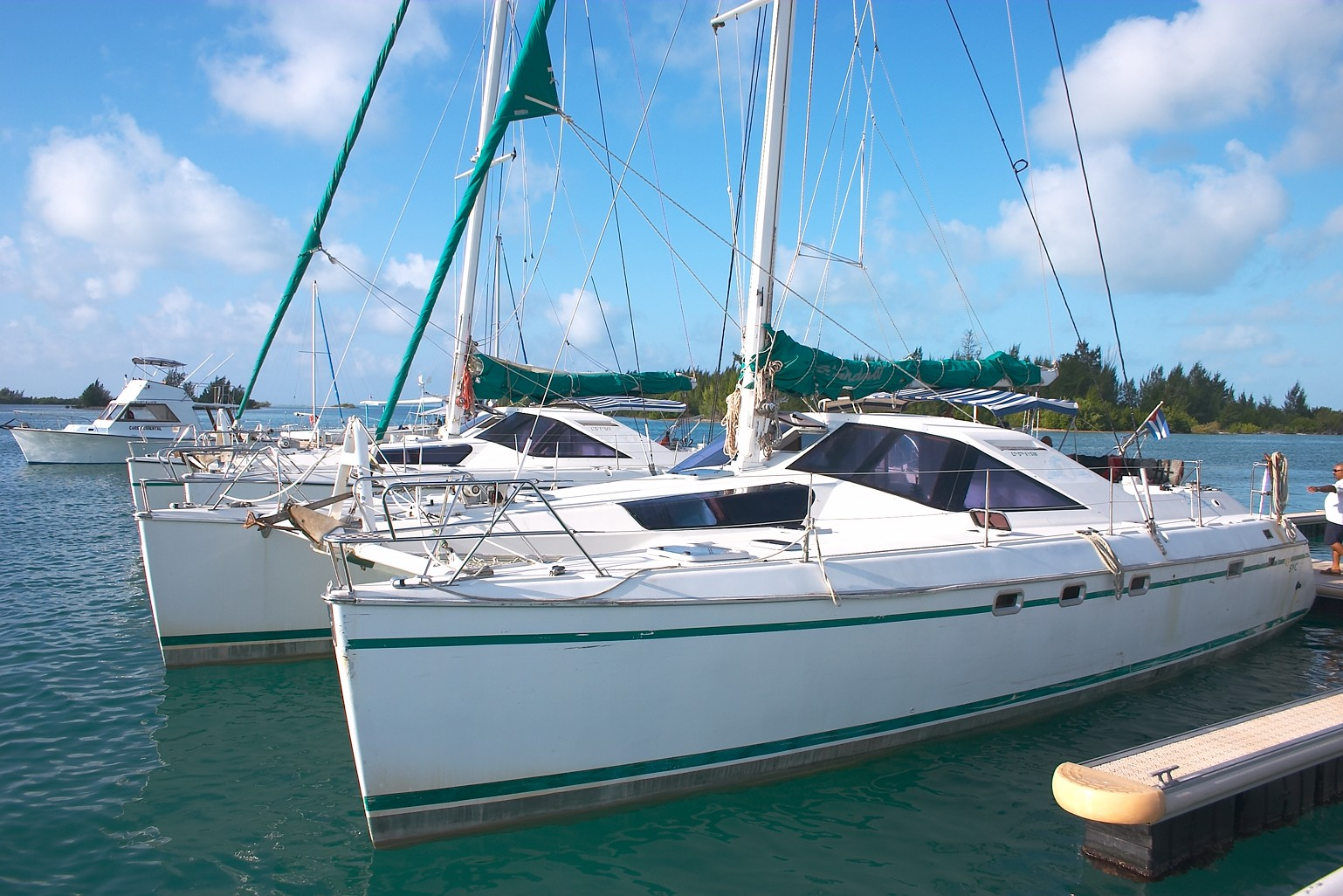
Катамараны у берегов острова